# Pelagornis sandersi
Pelagornis sandersi – вимерлий вид птахів, представники якого вважаються одними з найбільших літаючих птахів за всю історію нашої планети. Розмах крил цього птаха міг сягати 7,3 м. За розмірами він дещо перевершив колишнього рекордсмена серед літаючих птахів — Argentavis magnificens.

## Загальні відомості
Викопні рештки знайдені у 1983 році під час будівництва аеропорту у місті Чарльстон, Південна Кароліна, США. У 2014 році рештки були ідентифіковані як новий вид птахів. Крім того шляхом комп'ютерного моделювання вчені довели, що птах міг літати, хоча раніше вважалося, що тварини таких розмірів літати не здатні. Птах названий на честь тодішнього куратора музею міста Чарльстон Альберта Сандерса. Вид з'явився приблизно 28 млн років тому, вимер приблизно 4 млн років тому. Це був морський хижий птах, який хапав здобич з поверхні води, будова його ніг свідчить про те, що сідати на воду він не міг. На дзьобі птах мав гострі вирости, схожі на зуби, які допомагали йому утримувати слизьку м'якотілу здобич. На думку вчених, махати крилами для того щоб злетіти птах не міг, він ймовірно розганявся з гори та злітав не рухаючи крилами, зловивши потік повітря, на кшталт того як злітають дельтапланеристи. Натомість завдяки розмаху крил, літати він міг досить добре.